# Interstate 235 (Iowa)
Die Interstate 235 (kurz I-235), auch MacVicar Freeway, ist ein Interstate Highway im US-Bundesstaat Iowa. Sie beginnt an der Interstate 35 und an der Interstate 80 in West Des Moines und endet an diesen wieder in Ankeny. Wichtige Städte an der Interstate sind West Des Moines, Windsor Heights und Des Moines. Die Interstate wird auch zu Ehren von den beiden Bürgermeistern von Des Moines, John MacVicar Sr. und John MacVicar Jr. (1942–1948), MacVicar Freeway genannt.